# 华州 (华县)
华州，中国古代设置的一个州，治所在今陝西省渭南市华州区。
西魏废帝二年（553年），改东雍州设置华州，治所在华县（今陕西省渭南市华州区西南）。隋朝大业初年，改爲華陰郡。唐朝武德初复置华州，治所在郑县（今渭南市华州区）。圣历后辖境约当今陕西省渭南市华州区、华阴、潼关等县市及渭北的下邽镇附近地区。天宝元年（742年）改华阴郡，乾元元年（758年）复改华州。乾宁四年（897年）升为兴德府。光化元年（898年）复为华州。之後辖境屡有变迁。
明朝时，华州属西安府。洪武七年（1374年）五月，商州的雒南县改属华州。成化十三年（1477年）三月，复属商州。终明一朝，华州下领两县：华阴县、蒲城县。清朝初年，仍属于西安府。雍正三年（1725年），升为华州直隶州，华阴县、蒲城县隶之。雍正十三年（1735年），仍爲不辖县的散州，改属同州府。民国初年，全国废府州厅改县，1913年华州降为华县。

## 华州刺史
北魏华州刺史
- 于杲（491年－493年）
- 王遇（494年－497年）
- 裴宣明（498年）
- 尔朱买珍（500年）
- 薛真度（501年）
- 楊播（503年－504年）
- 奚康生（506年－509年）
- 元燮（510年－512年）
- 夏侯道迁（513年－514年）
- 杨津（515年－519年）
- 杨范（520年）
- 穆弼（521年－524年）
- 崔袭（526年－527年）
- 王椿（528年）
- 孟季（529年）
- 杨机（530年－532年）
- 薛绍宗（534年）
- 王罴（534年）
- 怡峰（534年）[3]

隋代华州刺史
- 张宾（开皇初年）
- 崔弘度（约584年－586年）
- 柳机（开皇初年）
- 贺若谊（开皇年间）
- 李敏（隋文帝时）
- 邓暠[4]

唐代华州刺史
- 赵慈景（618年）
- 柴绍（628年—629年）
- 李元昌（631年）
- 权万春（639年—643年）
- 张大师（贞观年间）
- 李君羡（648年）
- 萧龄之（651年）
- 于志宁（664年—665年）
- 乔师望（675年）
- 杨宝应（高宗时）
- 杨志诚（高宗末）
- 韦师实（垂拱初年）
- 杜儒童（690年）
- 敬晖（700年—701年）
- 杨文（武后时）
- 路励节（武后时）
- 窦恂（中宗时）
- 陈遂（中宗时）
- 崔湜（710年）
- 蒋钦绪（712年）
- 李隆范（714年）
- 张知謇（716年）
- 樊忱（717年）
- 窦思仁（720年）
- 李休光（720年）
- 崔隐甫（721年）
- 赵昇卿（722年）
- 徐知仁（724年）
- 杨玚（724年—725年）
- 薛纮（开元年间）
- 颜元孙（开元年间）
- 柳泽（开元年间）
- 李尚隐（734年—735年）
- 张宥（739年）
- 韦明敭（开元末年）
- 卢绚（742年）
- 魏仲犀（756年）
- 豆卢陈麟（757年）
- 郭某（758年）
- 张惟一（758年—759年）
- 刘晏（759年—760年）
- 李怀让（763年）
- 高庭玉（765年）
- 周智光（765年—767年）
- 张重光（767年—768年）
- 蒋涣（768年）
- 李椅（770年—772年）
- 李承昭（772年—775年）
- 孟皞（775年）
- 孙宿（代宗时）
- 李某（大历末年）
- 董晋（780年—783年）
- 骆元光（783年—793年）
- 李复（793年—794年）
- 卢徵（794年—800年）
- 袁滋（800年—805年）
- 杨於陵（805年）
- 高郢（805年—806年）
- 刘宗经（806年—808年）
- 潘孟阳（808年—809年）
- 阎济美（809年—811年）
- 李藩（811年）
- 赵昌（811年—814年）
- 孔戣（814年—815年）
- 李绛（815年—816年）
- 裴武（816年）
- 张惟素（816年—817年）
- 郑权（817年—818年）
- 令狐楚（818年）
- 马总（818年—819年）
- 卫中行（819年—820年）
- 李䎖（820年—821年）
- 许季同（821年—822年）
- 李绛（822年）
- 崔群（822年—823年）
- 冯宿（825年）
- 钱徽（825年—827年）
- 崔弘礼（827年）
- 钱徽（827年—828年）
- 卢元辅（828年）
- 崔植（828年—829年）
- 严休复（829年—830年）
- 李虞仲（830年—833年）
- 崔戎（833年—834年）
- 李固言（834年）
- 李汉（834年）
- 宇文鼎（834年）
- 裴潾（834年—835年）
- 张仲方（835年—836年）
- 郭承嘏（836年）
- 卢钧（836年）
- 崔龟从（836年—838年）
- 裴衮（838年）
- 李景让（838年—839年）
- 陈夷行（839年—840年）
- 崔蠡（840年）
- 周墀（840年—843年）
- 郑朗（843年）
- 裴乾贞（会昌末年）
- 周敬复（850年）
- 李讷（852年）
- 萧俶（大中年间）
- 李讷（856年）
- 高少逸（856年—857年）
- 裴夷直（857年）
- 崔慎由（863年—864年）
- 柳仲郢（864年）
- 温璋（864年）
- 蒋伸（866年—868年）
- 赵骘（869年—871年）
- 李讷（871年）
- 李景温（咸通末年）
- 裴坦（874年）
- 张裼（876年—877年）
- 裴均（乾符末年）
- 裴虔余（880年）
- 乔谦（880年—881年）
- 李详（881年—882年）
- 朱全忠（882年—883年）
- 黄思邺（882年）
- 王遇（882年—883年）
- 王重简（883年—885年）
- 高劭（885年—886年）
- 韩建（887年—901年）
- 李存权（901年）
- 娄敬思（903年）
- 李存审（903年）
- 朱友裕（903年—904年）[5]